# Eberstadt, Heilbronn
Eberstadt är en kommun och ort i Landkreis Heilbronn i regionen Heilbronn-Franken i Regierungsbezirk Stuttgart i förbundslandet Baden-Württemberg i Tyskland.
Kommunen ingår i kommunalförbundet Raum Weinsberg tillsammans med staden Weinsberg och kommunerna  Ellhofen och Lehrensteinsfeld.